# Afrotropická oblast

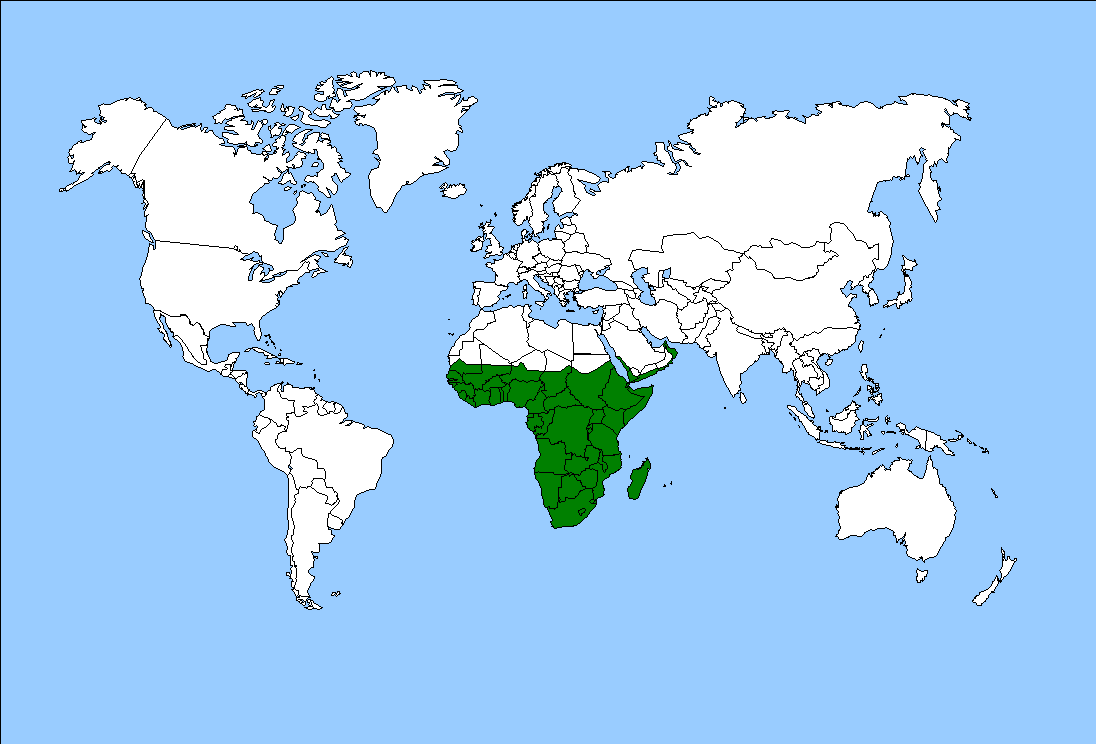
Mapa afrotropické oblasti

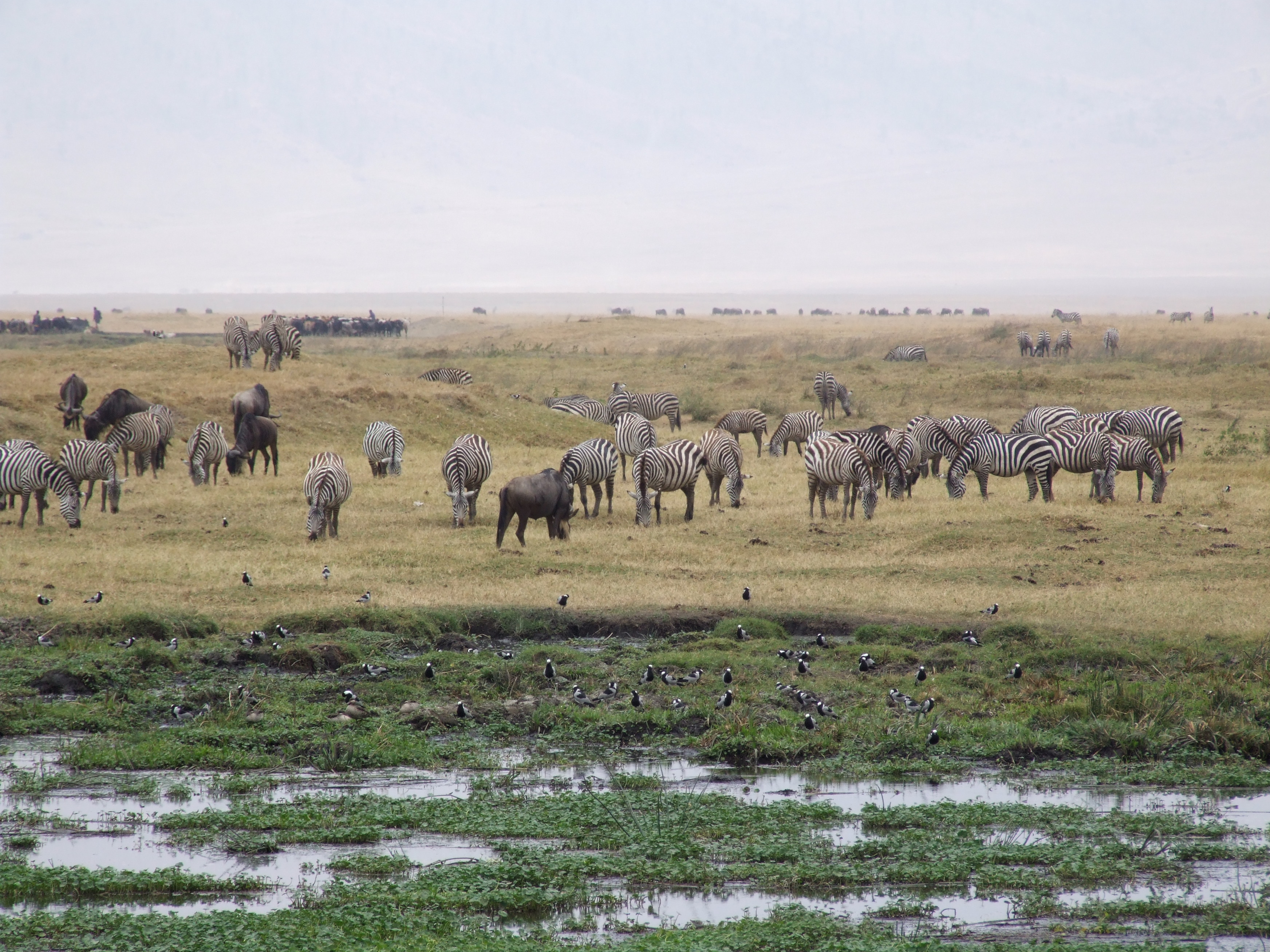
Zvěř v kráteru Ngorongoro

Afrotropická oblast (dříve označována jako Etiopská oblast) je jedním z osmi biogeografických regionů zeměkoule. Má rozlohu okolo 24 milionů km², což znamená osmnáct procent světové souše. Zahrnuje Afriku jižně od Sahary i s přilehlými ostrovy, Arabský poloostrov a jižní část Íránu a Pákistánu na pobřeží Arabského moře. Pás pouští, který ji ohraničuje ze severu, je označován za přechodnou zónu mezi afrotropickou a palearktickou oblastí, protože se v něm vyskytuje příliš málo rostlin a živočichů na to, aby se dala stanovit přesná hranice.
Afrotropická oblast leží v tropickém pásu, jedinou výjimkou je nejjižnější část Afriky, která náleží do subtropů. Oblast zahrnuje rozmanité ekosystémy, jako jsou travnaté savany, tropický deštný les, rozsáhlé močály (např. Sudd nebo delta Okavanga), pobřežní mangrovy, křoviny zvané miombo, velehory s drsným podnebím (Etiopská vysočina, Ruwenzori) i pouště jako Kalahari. Zvláštní podoblastí je Madagaskar s okolními ostrovy, kde se v důsledku geografické izolace udržela svérázná archaická fauna s endemickými druhy jako bodlínovití nebo lemur. Botanikové vyčleňují z afrotropické oblasti kapskou oblast, kde příznivé klima umožňuje růst velkého bohatství rostlinných druhů.
V Africe se vyvinula skupina savců známá jako Afrotheria. Někteří její příslušníci žijí i mimo afrotropickou oblast (slon, damani), ale většina je endemických: hrabáč, bércouni, zlatokrtovití. Afrotropická oblast se vyznačuje množstvím kopytníků (devadesát druhů), jejichž představiteli jsou pakůň, zebra a množství různých antilop. Ke zvířatům, které se vyskytují pouze v Africe, patří žirafa, hroch obojživelný, gorila a šimpanz, střední Afrika byla také místem, kde začala evoluce člověka. Endemickými ptáky afrotropické oblasti jsou pštros dvouprstý, hadilov písař, skalňáček kapský nebo vranule bělokrká, pocházejí odtud i perličkovití, kteří se jako domestikovaný druh rozšířili po celém světě. Typickými rybami jsou tlamoun nilský nebo bichir nilský, teplé klima prospívá ještěrům: chameleoni, kobry, krajty, zmije gabunská. V Africe je také velké bohatství bezobratlých, žije zde až sto tisíc druhů hmyzu.
Složením fauny se afrotropické oblasti nejvíce blíží indomalajská oblast; k živočichům, kteří obývají obě oblasti, patří lev, gazela nebo nosorožcovití. V afrotropické oblasti se nevyskytují jelenovití a medvědovití. Množstvím velkých savců jsou proslulé travnaté pláně východní Afriky, kde byly zřízeny významné rezervace jako Serengeti nebo Amboseli.
Typickými představiteli afrického rostlinstva je baobab, akácie, kigélie africká, olinie, prudilovité nebo strom Barbeya oleoides. Pro jižní Afriku je charakteristická dekorativní květina protea. V Namibské poušti roste unikátní starobylá rostlina welwitschie podivná.